# Holdlány és Ördögi Dinoszaurusz
A Holdlány és Ördögi Dinoszaurusz (eredeti cím: Moon Girl and Devil Dinosaur) 2023-tól vetített amerikai 2D-s számítógépes animációs szuperhős sorozat, amelyet Steve Loter, Jeffrey M. Howard és Kate Kondell alkotott.
Amerikában 2023. február 10-én mutatta be a Disney Channel. Magyarországon 2024. április 24-én mutatja be a Disney+.

## Cselekmény
Lunella Lafayette egy 13 éves zseni, aki szüleivel és nagyszüleivel él New Yorkban. Egy nap aktivál egy portált, és egy vörös Tyrannosaurus lép ki rajta. Barátja, Casey támogatásával szuperhősnővé válik, akit Holdlánnyak hívnak, és a dinoszauruszt "Ördögi Dinoszaurusznak" nevezi el.

## Szereplők

### Főszereplők
| Szereplő                       | Eredeti hang          | Magyar hang            | Leírás |
| ------------------------------ | --------------------- | ---------------------- | --- |
| Lunella Lafayette / Holdlány   | Diamond White         | Hegedűs Johanna        | Tehetséges 13 éves lány aki szuperhősnőként kettős életet él, és véletlenül elhozza az Ördögi Dinoszauruszt a mai New Yorkba.                                                                     |
| Ördögi Dinoszaurusz            | Fred Tatasciore       | Eredeti hang           | Piros Tyrannosaurus akit Lunella véletlenül a mai New Yorkba hozott. Látható, hogy nagy étvágya van az ételek, különösen a hot dogok iránt.                                                       |
| Miriam "Mimi" Lafayette        | Alfre Woodard         | Makay Andrea           | Lunella nagymamája, büfés a Roll With It-ben, szakértő szakács, és ő volt az eredeti Holdlány, amikor még tudós volt, aki titokban tudja, hogy Lunella és Holdlány egy és ugyanaz, Casey mellett. |
| Adria Lafayette                | Sasheer Zamata        | Nemes Takách Kata      | Lunella édesanyja, aki a Roll With It DJ-je. |
| James Lafayette Jr.            | Jermaine Fowler       | Horváth-Töreki Gergely | Lunella apja és a Roll With It cipőbolt eladója. |
| James "Nagypapi" Lafayette Sr. | Gary Anthony Williams | Bolla Róbert           | Lunella nagyapja és a Roll With It tulajdonosa. |
| Casey Calderon                 | Libe Barer            | Blazsó Regina          | Lunella menedzsere és legjobb barátja Puerto Ricó-i és zsidó származású, és az egyetlen, aki tudja, hogy ki a Holdlány.                                                                           |
| Túlontúli                      | Laurence Fishburne    | Posta Victor           | Hatalmas kozmikus erőkkel rendelkező szélhámos, akit "kíváncsinak és pajkosnak" írnak le.. |

### Mellékszereplők
| Szereplő                 | Eredeti hang     | Magyar hang        | Leírás |
| ------------------------ | ---------------- | ------------------ | --- |
| Hrbek                    | Fred Tatasciore  | Koncz István       | Lunella edzője az iskolában, aki egyben helyettesítő tanárként is dolgozik.                               |
| Ahmed                    | Omid Abtahi      | Minárovits Péter   | Lunella egyik szomszédja, aki egy csemegeboltot üzemeltet.                                                |
| Anand                    | Utkarsh Ambudkar | Kretz Boldizsár    | Lunella szellemi riválisa.                                                                                |
| Eduardo                  | Michael Cimino   | Kálmán Barnabás    | Lunella barátja, aki lármás és szereti a zenét.                                                           |
| Allison Dillon / Utósokk | Alison Brie      | Bogdányi Titanilla | Elektromos meghajtású főgonosz és egykori természettudományi tanár.                                       |
| Angelo                   | Josh Keaton      | Gáll Dávid         | Közösségsegítő tervekkel rendelkező fiú, akit megszáll egy trollkodó Szimbióta akit Szifonátornak hívnak. |

### Magyar változat
- Bemondó: Schmidt Andrea
- Főcímdal: Hegedűs Johanna
- Dalszöveg: Nádasi Veronika
- Magyar szöveg: Imri László
- Hangmérnök: Büki Marcell
- Vágó: Kelemen Zoltán
- Gyártásvezető: Kablay Luca
- Zenei rendező: Császár-Bíró Szabolcs
- Szinkronrendező: Stern Dániel
- Produkciós vezető: Orosz Katalin

A szinkront az Iyuno Hungary készítette.

## Évados áttekintés
| Évad | Évad | Epizódok | Eredeti sugárzás  | Eredeti sugárzás | Magyar sugárzás   | Magyar sugárzás   |
| Évad | Évad | Epizódok | Évadpremier       | Évadfinálé       | Évadpremier       | Évadfinálé        |
| ---- | ---- | -------- | ----------------- | ---------------- | ----------------- | ----------------- |
|      | 1    | 16       | 2023. február 10. | 2023. május 6.   | 2024. április 24. | 2024. április 24. |
|      | 2    | N/A      | 2024. február 2.  | N/A              | N/A               | N/A               |

## Epizódok

### 1. évad (2023)
| #   | #   | Eredeti cím                 | Magyar cím             | Rendezte                         | Írta                              | Eredeti premier   | Magyar premier    |
| --- | --- | --------------------------- | ---------------------- | -------------------------------- | --------------------------------- | ----------------- | ----------------- |
| 1.  | 1.  | Moon Girl Landing           | Holdlány színre lép    | Trey Buongiorno és Christine Liu | Jeffrey M. Howard & Kate Kondell  | 2023. február 10. | 2024. április 24. |
| 2.  | 2.  | The Borough Bully           | Ne etesd a trollt!     | Trey Buongiorno                  | Halima Lucas                      | 2023. február 11. | 2024. április 24. |
| 3.  | 3.  | Run the Rink                | Csendes este           | Ben Juwono                       | Jeffrey M. Howard és Kate Kondell | 2023. február 18. | 2024. április 24. |
| 4.  | 4.  | Check Yourself              | A győzelem mámora      | Rodney Clouden és Ben Juwono     | Maggie Rose                       | 2023. február 18. | 2024. április 24. |
| 5.  | 5.  | Hair Today, Gone Tomorrow   | Hajbaj                 | Christine Liu                    | Lisa Muse Bryant                  | 2023. február 25. | 2024. április 24. |
| 6.  | 6.  | The Beyonder                | A Túlontúli            | Ben Juwono és Samantha Suyi Lee  | Halima Lucas                      | 2023. február 25. | 2024. április 24. |
| 7.  | 7.  | Moon Girl's Day Off         | Holdlány szabadnapja   | Trey Buongiorno                  | Liz Hara és Lisa Muse Bryant      | 2023. március 4.  | 2024. április 24. |
| 8.  | 8.  | Teacher's Pet               | A kiskedvenc           | Trey Buongiorno                  | Taylor Vaughn Lasey               | 2023. március 11. | 2024. április 24. |
| 9.  | 9.  | Skip This Ad...olescence    | Ugord át az ifjúságod! | Samantha Suyi Lee                | Halima Lucas                      | 2023. március 18. | 2024. április 24. |
| 10. | 10. | Goodnight, Moon Girl        | Jó éjt, Holdlány!      | Christine Liu                    | Liz Hara                          | 2023. március 25. | 2024. április 24. |
| 11. | 11. | Like Mother, Like Moon Girl | Anyja Holdlánya        | Samantha Suyi Lee                | Halima Lucas                      | 2023. április 1.  | 2024. április 24. |
| 12. | 12. | Today, I Am a Woman         | Mától nő vagyok        | Christine Liu                    | Maggie Rose                       | 2023. április 8.  | 2024. április 24. |
| 13. | 13. | Devil on Her Shoulder       | Ördögi összemegy       | Christine Liu                    | Taylor Vaughn-Lasley              | 2023. április 15. | 2024. április 24. |
| 14. | 14. | Coney Island, Baby!         | Coney Island, bébi!    | Trey Buongiorno                  | Liz Hara                          | 2023. április 22. | 2024. április 24. |
| 15. | 15. | OMG Issue                   | EHL                    | Trey Buongiorno                  | Taylor Vaughn-Lasley és Liz Hara  | 2023. április 29. | 2024. április 24. |
| 16. | 16. | OMG Issue                   | EHL                    | Taylor Vaughn-Lasley és Liz Hara | Christine Liu                     | 2023. május 6.    | 2024. április 24. |

### 2. évad (2024)
| #   | #   | Eredeti cím              | Magyar cím | Rendezte                           | Írta         | Eredeti premier   | Magyar premier |
| --- | --- | ------------------------ | ---------- | ---------------------------------- | ------------ | ----------------- | -------------- |
| 17. | 1.  | The Great Beyond-er!     |            | Samantha Suyi Lee                  | Halima Lucas | 2024. február 2.  |                |
| 18. | 2.  | Suit Up!                 |            | Trey Buongiorno és Annie J. Li     | Liz Hara     | 2024. február 2.  |                |
| 19. | 3.  | Belly of the Beast       |            | Christine Liu és Morgan Hillebrand | Liz Hara     | 2024. február 10. |                |
| 20. | 4.  | Ride or Die              |            | Trey Buongiorno és Annie J. Li     | Halima Lucas | 2024. február 10. |                |
| 21. | 5.  | Kid Kree                 |            | Samantha Suyi Lee és Samir Barrett | Maggie Rose  | 2024. február 17. |                |
| 22. | 6.  | Wish-Tar                 |            | Samantha Suyi Lee                  | Halima Lucas | 2024. február 17. |                |
| 23. | 7.  | Make It, Don't Break It! |            | Annie J. Li                        | Halima Lucas | 2024. február 24. |                |
| 24. | 8.  | The Devil You Know       |            | Christine Liu                      | LaGina Hill  | 2024. február 24. |                |
| 25. | 9.  | Dog Day Mid-Afternoon    |            | Annie J. Li és Chivaun Fitzpatrick | Maggie Rose  | 2024. március 2.  |                |
| 26. | 10. | In the Heist             |            | Christine Liu                      | Liz Hara     | 2024. március 2.  |                |
| 27. | 11. | Roller Jam!              |            | Samantha Suyi Lee és Samir Barrett | Roxy Simons  | 2024. március 9.  |                |
| 28. | 12. | Dancing With Myself      |            | Christine Liu és Morgan Hillebrand | Liz Hara     | 2024. március 9.  |                |
| 29. | 23. | Family Matters           |            | Annie J. Li                        | Halima Lucas | 2024. március 16. |                |
| 30. | 14. | The Molecular Level      |            | Samantha Suyi Lee                  | Liz Hara     | 2024. március 16. |                |

## A sorozat készítése
A Marvel Studios-szal folytatott tárgyalások során, amelyek a Cinema Gypsy Productions-szel való lehetséges együttműködésről szóltak egy Marvel-moziuniverzum (MCU) projekt kapcsán, Louis D'Esposito elnök megmutatta Laurence Fishburne színésznek és képregényrajongónak a Holdlány és Ördögi Dinoszaurusz című képregényt. Mivel gyerekkorában olvasta az eredeti Holdfiú és Ördögi Dinoszaurusz képregényt, a Holdlány felkeltette Fishburne érdeklődését. Ezt követően elkezdte olvasni a képregényeket, ami inspirációt adott neki egy animációs sorozat elkészítéséhez a duó alapján. Fishburne és egy produkciós csapat két évig dolgozott a sorozaton a Disney Television Animationnél, mielőtt Steve Lotert szerződtette vezető producernek, mivel olyan nőközpontú sorozatokban szerzett tapasztalata miatt, mint a Kim Possible.
2018. február 20-án bejelentették, hogy a Marvel Animation és a Cinema Gypsy Productions egy Holdlány és Ördögi Dinoszaurusz sorozatot fejleszt a Disney Channel Worldwide számára. Fishburne régóta a Marvelnél dolgozik; ő játszotta az Ezüst Utazót A Fantasztikus Négyes és az Ezüst Utazóban és Bill Fostert A Hangya és a Darázsban. 2019. augusztus 24-én, a D23 Expo során Fishburne elárulta, hogy a sorozat 2020-ban kerül bemutatásra a Disney Channelen. 2021-ben a Disney Television Animation stúdióit a koronavírus-világjárvány miatt bezártak, ezért a sorozat nagy részét otthonról készítették.